# ナショナル・ロマンティシズム

フランス人が1830年の革命に寄せたロマン主義の解釈。画家ウジェーヌ・ドラクロワ自身、民衆の代表に選出された。『民衆を導く自由の女神』

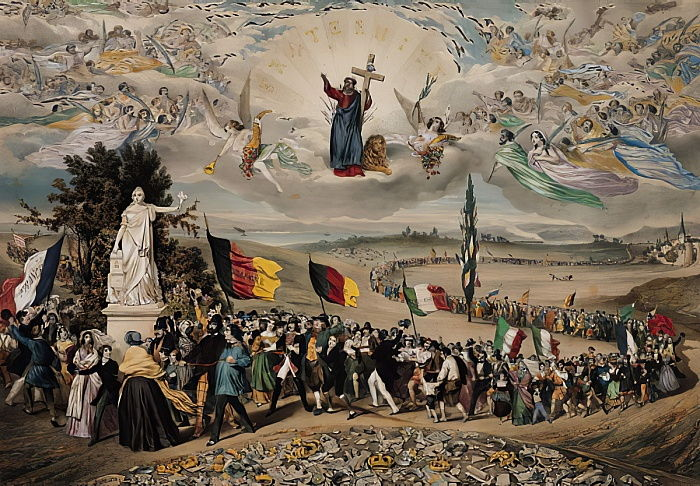
国家間の協定（フレデリック・ソリュー作の版画、1848年（全世界の民主社会共和国の夢＝Dream of Worldwide Democratic and Social Republics）

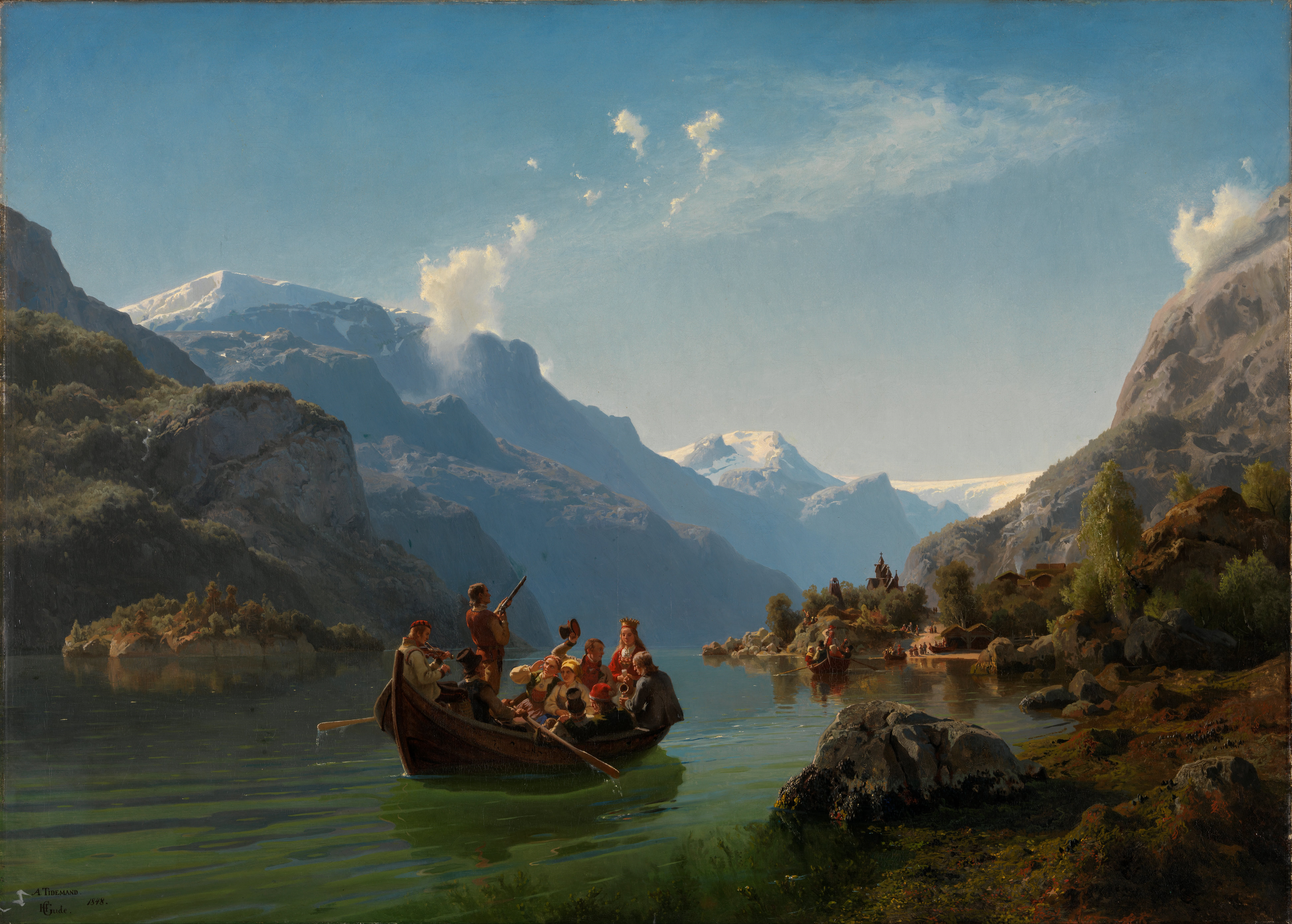
『Brudeferd i Hardanger』（ハルダンゲルの花嫁行列）ノルウェーのナショナル・ロマンティシズムの記念碑的な作品。アドルフ・ティーデマンとハンス・ギューデの共作。

ナショナル・ロマンティシズム (英語: national romanticism) は、民族的ロマン主義または国民的ロマン主義とも訳され、ヨーロッパの18～19世紀の文学や政治におけるロマン主義を起源とし、美術や音楽、建築など、広範囲の芸術領域に波及した潮流。
芸術におけるナショナル・ロマンティシズムは、汎ヨーロッパ的な意味合いを持つ古典主義に対する、民族や国民国家などのアイデンティティを意識したローカリズムの主張と模索であったとひとまず考えることができる。
したがって、イギリス・フランス・イタリアといったヨーロッパ文化の中心をなす国よりも、北欧・東欧・南欧（特にスペイン）などの周辺的な存在の国や地域により強く出現する傾向にあった。
ヨーロッパにおけるロマンティック・ナショナリズムは、大陸に革命の機運が広がり1848年革命へと結実した1848年が起源と考えられる。国粋主義（ナショナリズム）を掲げる革命が各地で勃発し（イタリアなど）、あるいは多国籍国家（オーストリア帝国など）も生まれた。当初、革命は反動勢力に屈し、すぐに古い秩序が復活したが、数々の革命がヨーロッパの多くの地域で第一歩を踏み出し、自由化と近代的な国民国家の形成へ進み始める。
対象となる要素には言語、人種、民族、文化、宗教、また慣習として原始的な国家の定義「その文化の中で生まれた人々」などが含まれる。これは民族ナショナリズム（英語: ethnic nationalism）だけでなく市民ナショナリズム（英語: civic nationalism）にも適用できる。ロマン主義的ナショナリズムは、王朝または帝国の覇権の対局であり、上層に置いた君主その他の権威から発して下層まで国家を評価し、その存在を正当化した。このような上下の力は、突き詰めると神から派生するとも考えられる。
政治的には国民国家やファシズムなどの形成に影響を与えた。

## 美術

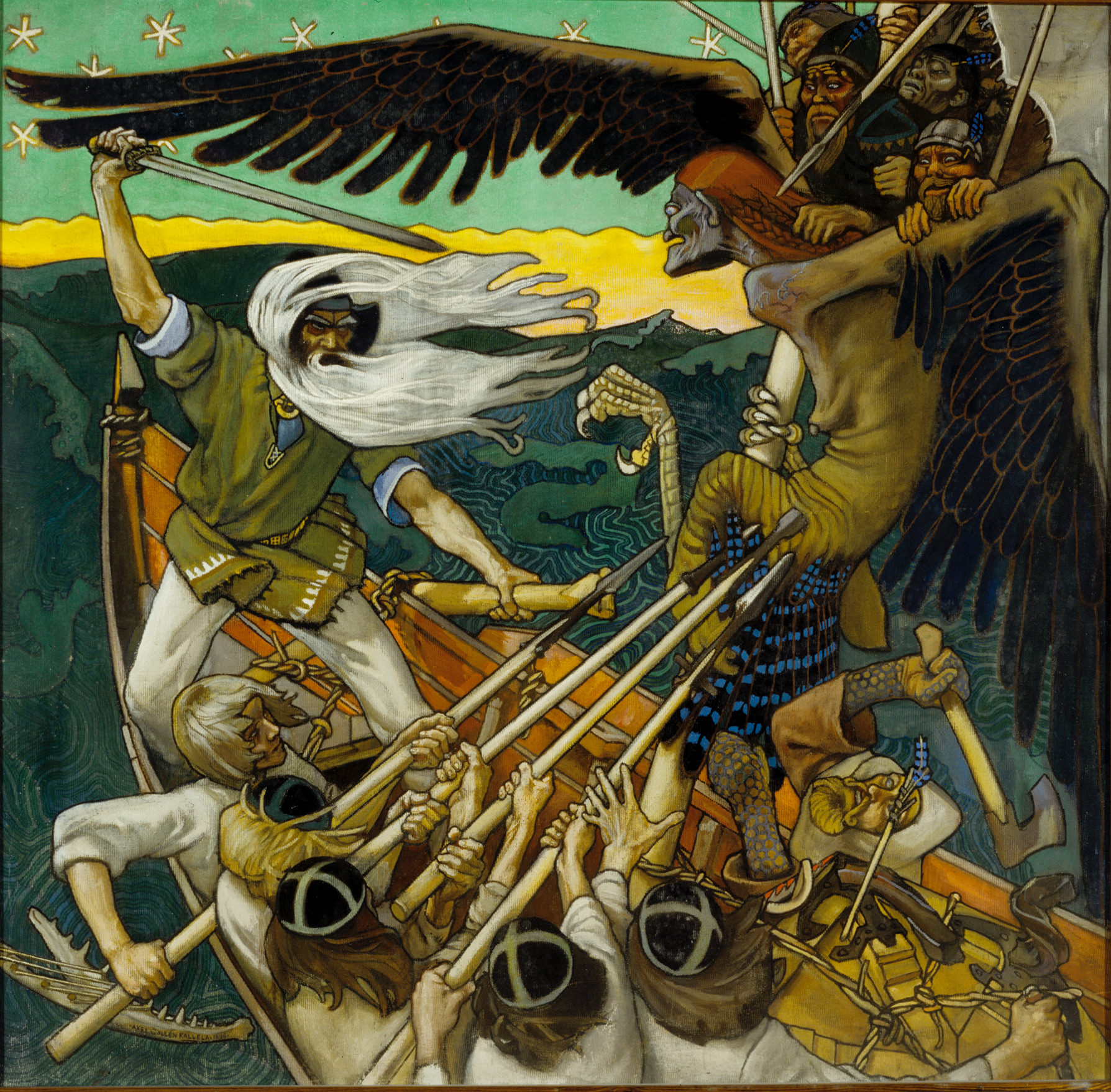
『サンポの防衛』（英語版） アクセリ・ガッレン＝カッレラ作

1870年代を過ぎると、いわゆる「ナショナル・ロマンティシズム」は美術全般で目にするようになった。ロマン主義的な音楽におけるナショナリズムの代表としてベドルジハ・スメタナの楽曲、わけても交響詩「ヴルタヴァ」（"Vltava"）がある。スカンジナビアやヨーロッパのスラブ地域では特に19世紀、文化として意義があり刺激的ではあるが単なる歴史に固執しない様式を追い求め、「ナショナル・ロマンティシズム」はその一連の答えを提供した。サンクトペテルブルクでは、ロシア皇帝アレクサンドル2世暗殺の現場に「血の上の救世主教会」（図参照）を建てたとき、ロシアの特徴を最もよく表す伝統的な様式がおのずから選ばれた。
当時、世界でアールヌーボー様式が流行していた点、フィンランドでは誰もが知る叙事詩カレワラの再構成が進み、国民ロマン主義様式の絵画や壁画がその影響に染まっていく。アクセリ・ガッレン＝カッレラはこの様式を最も推し進めた（右下の図）。
20世紀の幕開けとともに進歩的で自由主義を守るには、民族自決が前提となっていく。ロマン主義を支持する民族主義運動は国民国家を求め、フィンランドとエストニア、ラトビアとリトアニアは分離独立を探り始める。バイエルン王国はドイツ帝国とは別個の国家として保たれ、民族主義を掲げるチェコとセルビアは帝国政府の悩みの種であった。
芸術は、国民に馴染みのある叙事詩や歌謡を発想の源として花開き、たとえばユダヤ人のシオニスト運動はヘブライ語が再び広く通じる時代を開いて、「約束の地」への移民を率い始める。やはり古来の言語であったウェールズ語とアイルランド語も、その言葉でつむぐ詩が復活する。

### 優位性や優越性の主張
この時代には言語および文化に国民性を求め、それは人種という遺伝以前の概念に彩られていた。現在も使われる修辞的主張が2つ、「優位性」と「優越性」の主張が現れて強まっていく。前者の優位性とは不可侵の権利であり、文化および人種に基づいて人々を定義し、自分たちの「中心の地」（ハートランド＝英: Heart land）という鮮明な表現が生まれ、領地つまり祖国を主張する。ドイツの作曲家リヒャルト・ワーグナーは音楽の様式にも「ユダヤ人らしさ」を特定し、民族が異なると国民文化に内在する芸術および文化の意味を理解できないと言い切った。その舌鋒はユダヤ人に向けられ、ドイツ文化に同化を望まないのだから、ドイツの音楽と言語の神秘を真に理解することは不可能であるとした。時には音楽が社会政治に刺激を与え、『ニーベルンゲンの歌』を「国民的叙事詩」と唱えた。

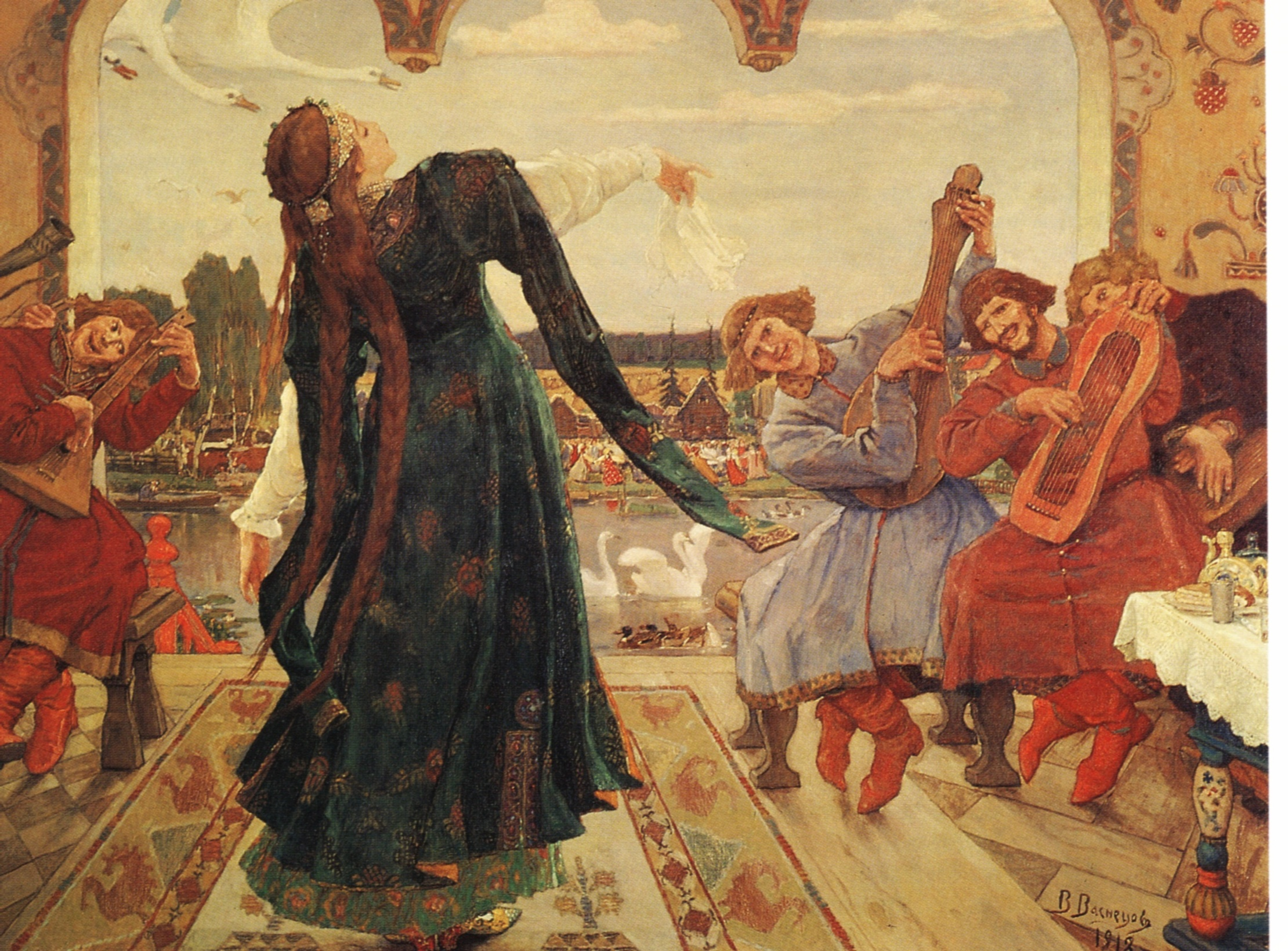
『蛙の王女』ヴィクトル・ヴァスネツォフ作、1918年

### 20世紀の政治的発展
20世紀の最初の20年間、ロマン主義的ナショナリズムという思想は政治の出来事に決定的な影響を及ぼした。1873年恐慌の後、ドイツ帝国ではオットー・フォン・ビスマルクの治世に権威主義であり軍国主義の保守勢力が政治を抑え、反ユダヤ主義と人種差別の新たな波が生じた。これと並行して19世紀後半のドイツでは世紀末美術が出現し、ロマン主義的なナショナリズムから人種主義を帯びた民衆運動が派生した。
ヨーロッパ諸国間の国家主義的、帝国主義的な緊張は世紀末 の間に高まり、とうとう第一次世界大戦が勃発する。敗戦国ドイツが激動のドイツ革命を経る過程でヴェルサイユ条約の厳しい条件を突きつけられると、ヴァイマル共和政下のドイツでは「民族主義」運動（独: völkisch）が急速に過激化し、やがてアドルフ・ヒトラーが現れて「国家社会主義の基本思想は〔民族主義的〕であり、民族主義思想こそ国家社会主義である」と述べるに至った。

血の上の救世主教会、1883年–1907年（サンクトペテルブルク）